# Åsbygdens naturbruksgymnasium
Åsbygdens naturbruksgymnasium, även känt som Torstaskolan, är ett naturbruksgymnasium som ligger i centrala Ås i Krokoms kommun, Jämtlands län. Huvudmannaskapet för skolan låg fram till 2012 hos Jämtlands läns landsting övergick till Jämtlands gymnasieförbund - ett kommunalförbund.
Skolan är numer ett "Grönt Centrum" för Jämtland och ett aktiebolag för ändamålet är bildat. Bolaget, Torsta AB, ägs av Regionförbundet Jämtlands län (40%), Jämtlands gymnasieförbund (20%), Skogsnäringarna (20%), LRF (15%) samt Träindustrin (5%).

## Historik
Lantmannaskolan började som lantbruksskola i Ope 1862 och flyttade 1908 till Kvarnsved på Frösön för att få sin slutgiltiga plats på Torsta 1919.

## Utbildningsprogram
Skolan har fyra lokala inriktningar inom Naturbruksprogrammet. Djurvård, Hästhållning, Skogsbruk med profilen Skog och jakt, samt Jordbruk. Dessa inriktningar kan kombineras med naturvetarspecialen vilket ger samma behörighet som naturvetareprogrammet.

## Djurbesättning
Centrum i verksamheten är Torsta gårdsbruk, med 60-talet mjölkkor och en helt igenom ekologisk profil. Till gården hör även en getbesättning om 45 getter samt ett eget mejeri, där mjölken från kor och getter förädlas. Till undervisningen hör även nybyggt smådjurshus med 60-talet arter. 25-talet välutbildade hästar av raserna svenskt halvblod, nordsvensk, varmblodstravare samt gotlandsruss finns också på skolan.

## Elevantal
Skolan har ca 200 elever.